# 氯甲酸氯甲酯
氯甲酸氯甲酯是一种含氯有机化合物，化学式CClO2CH2Cl，常温常压下为无色液体，具有刺鼻的刺激性气味，在第一次世界大战中用作化学武器。